# Touché de sûreté
Le touché de sûreté ou safety est un terme utilisé dans le football américain et le football canadien pour désigner une manière d'inscrire des points. Au football américain, c'est le seul moyen pour une équipe qui n'est pas en possession du ballon de marquer des points[réf. nécessaire].
Le touché de sûreté permet à la défense d'une équipe d'inscrire deux points. Cela peut être causé par différentes situations :
- Lorsque le porteur du ballon est plaqué dans sa propre zone des buts.
- Lorsque le possesseur du ballon sort des limites du terrain dans son en-but (la ligne de fond ou la ligne de côté).
- Lorsque le ballon est porté, botté, échappé ou dirigé d'une façon quelconque du terrain à sa zone des buts par l'équipe contre laquelle le touché de sûreté est marqué[1].
- Lorsque le porteur du ballon met le genou à terre (touché de sûreté concédé).
- Comme résultat direct d'un botté bloqué sur le terrain ou dans la zone des buts.
- En raison de certaines pénalités offensives commises dans la zone des buts..

Après un touché de sûreté au football canadien, l’équipe qui a marqué peut décider de remettre le ballon en jeu comme suit:
- en remettant le ballon en jeu à sa propre ligne de 35 verges;
- en exécutant un botté d’envoi à partir de sa ligne de 35 verges;
- en exigeant que l’équipe adverse effectue un botté d’envoi de sa propre ligne de 35 verges[1].

L'équipe qui concède le touché de sûreté au football américain, dégage alors son terrain par un coup franc sur sa propre ligne des 20 verges.